# Ohrenbrücke

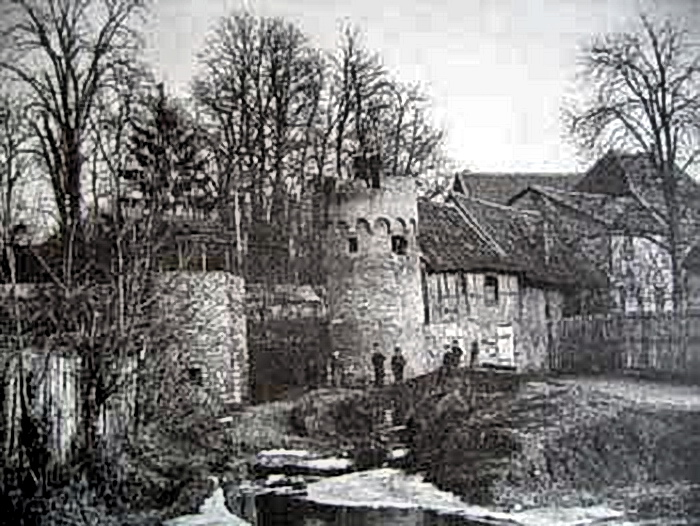
Ohrenbrückertor um 1900

Die Ohrenbrücke ist eine der ältesten Straßen in Ingelheim am Rhein.

## Geschichte der Ohrenbrücke
1854 hat man im Bereich der Ohrenbrücke 30 Hockergräber aus der jüngeren Steinzeit gefunden. Diese Siedlungsreste sind mit einem Alter von 6000 bis 8000 Jahren die ältesten im Stadtgebiet von Ingelheim am Rhein.
Über den Ursprung des Straßennamens gibt es verschiedene Theorien. Historiker vertreten den Standpunkt, dass die Bezeichnung Ohrenbrücke lediglich eine Verballhornung von „obere Brücke“ darstellt. Und so nimmt man an, dass zur Unterscheidung der vermeintlich von alters her vorhandenen beiden Selzbrücken vor der Altengasse und der Edelgasse die eine eben als „untere Brücke“, nämlich die vor der Altengasse an der ehemals Stoppelbein´schen Mühle, und die weiter oben vor der Edelgasse gelegene folglich als „obere Brücke“ bezeichnet wurden.
Ältere Bewohner der Ohrenbrücke vertreten dagegen die Meinung, dass es eine richtige Brücke erst seit der Jahrhundertwende an dieser Stelle gibt.  Der Name "orenbruckir" taucht außerdem schon so früh auf (1381, Krämer, Ober-Ingelheim, S. 36), dass er unmöglich von einer "oberen" und einer "unteren" Brücke herrühren kann, denn damals gab es beide noch nicht, sondern nur Furten. Wie durch alte Fotos belegt, führte um 1900 die Edelgasse durch das Ohrenbrücker Tor und durchquerte als Furt die Selz. Zwischen den südlichen Tortürmen des Ohrenbrücker Tores und dem Haupthaus des Bauernhofes Wolfgang Weitzel (jetzt Wasem) standen bis zum Jahre 1908 noch drei weitere Gebäude aus der Bausubstanz des ehemals weiträumigen Klosters für adlige Töchter Engelthal und der gegenüber auf der Insel zwischen Mühlgraben und Selz liegenden "Herrenmühle" (Hessisches Parzellenkataster von 1848). Entlang der weitgestreckten Westseite von Kloster verlief der Mühlgraben. Selz und Mühlgraben dienten zugleich als Annäherungshindernis für Feinde, sodass die Annahme einer Herumführung der Wehrmauer auch am Mühlgraben nicht nötig ist und auch unsinnig, da die Gebäude direkt am Mühlgraben standen. Dieser mündete unmittelbar vor dem Ohrenbrücker Tor wieder in die Selz, von der er mehr als 300 Meter weiter oben abgeleitet war. Wenige Meter vor der Zusammenführung mit der Selz überspannte ihn ebenso wie die Selz je eine gewölbte kleine Steinbrücke. Sie waren mit Fuhrwerken nicht befahrbar.
Nach dem Napoleonischen Kataster von 1848 ergibt sich folgenden Situation.
Um als Fußgänger trockenen Fußes von der Edelgasse in die Straße "Ohrenbrücke" jenseits der Selz zu gelangen, passierte man zunächst das ehemalige Tor, (Ruine) überquerte mittels der kleinen Steinbogenbrücke den Mühlgraben und erreichte so die kleine, dem Kloster vorgelagerte Mühleninsel, auf der die Mühle stand. Nach ca. 10 Schritten Richtung West, schloss sich eine 2. kleine Steinbogenbrücke gleicher Größe und Bauart an, über die man in gleicher Weise die Selz überqueren konnte, um von der Mühleninsel zur Flur und Siedlung An der Ohrenbrücke zu gelangen. (Auf dem Foto ist andeutungsweise noch rechts die Selzbrücke zu erkennen) Auf diesem Weg überquerten jahrhundertelang auch die mit Korn und Mehl beladenen Esel sowohl die Selz als auch den Mühlbach zur und von der Mühle. Beladene Wagen fuhren durch die Selzfurt und das Tor. Das Mühlrad selbst konnte man nur von der Mühlbachbrücke aus beobachten. Ein hölzerner Steg oder eine Brücke gab es an dieser Stelle noch nicht. Die erste, für Fuhrwerke befahrbar Brücke (um 1911) wurde nach der Niederlegung der drei, unmittelbar an den südlichen Torturm angebauten Gebäuden des Klosters und nun in gerader Verlängerung der Edelgasse errichtet. Sie überspannte den ehemaligen – 1908 verfüllten – Mühlengraben und die Selz.
Den Namen "Ohrenbrücke" verdanken "die beiden Brücken" mit größter Wahrscheinlichkeit ihrem Aussehen. Fuhr man nämlich durch die Selzfurt und schaute zur Mühle auf der Mühleninsel, so sahen die beiden Steinbrückenbogen wie Ohren und die vorspringende Spitze der Mühleninsel wie eine lange Nase aus. (Siehe Foto; so auch hessisches Kataster 1848 im Stadtarchiv)
Andere Namensdeutungen
- In Verbindung mit der Jahreszahl 1381 stößt Philipp Krämer auf die Schreibweise „an der orenbruckir porten“.
- 1384 wird in einer Urkunde berichtet: „… von eymeHuse gelegen in der oren brocken“ (L. Baur: „Hessische Urkunden“).
- 1411 lautet die Bezeichnung „orenbrucke“ und Krämer stößt auf diesen Hinweis aus demselben Jahr: „Zappin der murer, der einen Hof mit Garten an de obirnbrucker porthin bewohnte: der erste bekannte Hinweis also auf Obere Brücke.“
- Aus dem Jahre 1423 stammt die Schreibweise „Obirbrucker Porte“ und aus 1432 „vor der Obernbrucker porten“.

Das veranlasst aber auch Philipp Krämer zu der Annahme, dass der Straßenname von „obere Brücke“ abgeleitet ist: „Der Name Obere-Brücke im Gegensatz zur unteren am Allegässer Tor dürfte eigentlich richtig sein“. 1465 lautet die Straßenbezeichnung wieder „in der ornbrucken“, 1593 „Ohrnbrucken“, 1597 „Ohrenbrück“ und schließlich ab 1656 nur noch „Ohrenbrücke“. Hinweise auf die angeblich namensgebenden Esel finden sich in diesen Belegen aber nicht.

## Die Ohrenbrücker
Oben in der Edelgasse und unmittelbar dabei hatten Adelsfamilien wie die Grafen von Ingelheim, die Herren von Horneck, von Buseck, von Rodenstein, von Wallbrunn, von Sponheim, von Saulheim und andere mehr ihre Höfe. Die Höfe brauchten Personal. Also siedelte man es „über der Bach“ an, und das noch vor dem Bau der Ringmauer. So könnte die Ohrenbrücke als untere Verlängerung der Edelgasse jenseits der Selz entstanden sein. Die kleinen Häuschen der Geringsten standen später also außerhalb der Mauer und die Menschen, die darin wohnten, außerhalb der Gesellschaft. Und wenn fremden Fahrensleuten die Tore der Ringmauer verschlossen blieben, dann fanden sie immer noch Aufnahme in den dürftigen Herbergen „vor der Ohrenbrücke“. Und Spielleute, Gaukler, Händler und anderes fahrendes Volk hinterließen im Verlauf der Jahrhunderte hier unverkennbare Spuren in Form von Nachkommen. Drei Zigeunersippen hatten hier über viele Generationen hinweg ihr Standquartier. In der NS-Zeit wurden Mitglieder dieser Sippen in KZs gebracht.
Stets waren hier auch einige Kleinbürgerfamilien ansässig. Im 16. Jahrhundert wohnte der Junker Haberkorn mit seiner Familie hier. Mittelpunkt der Ohrenbrücke war jahrhundertelang der Röhren-Laufbrunnen. Viele noch heute lebende Bewohner konnten hier an den Abenden das starke Arbeitspferd des Landwirts Karl Kopp und die kleinen Zigeunerpferde der Ohrenbrücker Landfahrer beim Tränken erleben. Frauen und Mädchen kamen mit Eimern und Kannen zum Brunnen und verweilten hier zu einem Schwätzchen. Am Brunnen war das – wie man heute sagen würde – Kommunikationszentrum der Ohrenbrückbewohner.
Mitte der 1920er Jahre platzte die Ohrenbrücke aus allen Nähten. Einige weitere wohnsitzlose Familien hatten sich dazwischengedrängt und auch der Wandertrieb in den Frühjahrsmonaten brachte keine spürbare Entlastung mehr. Da sah sich der Ober-Ingelheimer Bürgermeister Wilhelm Bauer zu einer außergewöhnlichen Maßnahme veranlasst. Die „Ingelheimer Zeitung“ berichtet darüber:

„Notwohnungen. Ober-Ingelheim, 2. September 1926. Die Gemeinde Ober-Ingelheim hat bei der Direktion der Reichseisenbahn 3 Eisenbahnwagen für Wohnzwecke bestellt.“

 Aus dem entsprechenden Ratsprotokoll geht hervor, dass diese Wagen als Behelfswohnungen für drei kinderreiche Familien bestimmt waren. Die Wagen wurden noch im Herbst 1926 zwischen dem Ohrenbrücker Tor und der Selzbrücke auf vorbereitete Sockel gestellt und an die Strom- und Wasserversorgung angeschlossen. Ein dreigeteiltes Freiluft-Plumpsklo war auf der Rückseite gezimmert worden. Rund 30 Menschen wohnten hier in äußerst primitiven Verhältnissen bis etwa 1938.

### Ohrenbrücker Landfahrer
Bis zum Beginn der NS-Zeit gab es – sieht man von den drei Eisenbahnwagen einmal ab – keinerlei Baracken oder Behelfswohnungen im unmittelbaren Zusammenhang mit der Ohrenbrücke. Die eigentlichen Ohrenbrücker, das waren Menschen, die ihren Unterhalt bis dahin weitgehend selbst als Korbmacher, Kesselflicker, Scherenschleifer, Schausteller, Hausierer, Drehorgelleute und Altwarensammler verdienten. Man spannte sein Pferd ein und fuhr über Land. Oder man schnürte sein Bündel und zog zu Fuß umher. Und wo man auch hinkam, wurde man mühelos, vor allem am Dialekt, als „Oorebrigger“ erkannt. Ein paar Groschen oder auch Mark waren immer zu verdienen. Fürs Essen reichte das allemal. Die Obstbäume am Weg und ein zufällig in eine Schlinge geratener Hase steuerten ja auch noch etwas bei. Geschlafen wurde in Planwagen, in Heuhaufen oder in offenen Feldscheunen. So wurde über Jahrhunderte hinweg die Ohrenbrücke in ganz Rheinhessen und noch darüber hinaus bekannt.

## Hinter der Ohrenbrücke
Sozialmaßnahmen der Stadtverwaltung haben das Sozialwohngebiet Hinter der Ohrenbrücke entstehen lassen. Hierfür wurden Baracken und Einfachwohnungen errichtet, in die auch die Bewohner der Nieder-Ingelheimer Hammelacker-Siedlung sozusagen umgesiedelt wurden. Ein Viertel ist entstanden mit Menschen der unteren sozialen Ebene und mit manchen negativen Begleiterscheinungen und Gefahren für die Bewohner selbst und für das Umfeld. Lange Zeit war die Ohrenbrücke verrufen, obwohl die eigentliche Oorebrigg nichts damit zu tun hatte. Dies betraf ausschließlich das Gebiet „Hinter der Ohrenbrücke“.
Seit dem Bau der Umgehungsstraße versucht die Stadt, da dieses Gebiet „Hinter der Ohrenbrücke“ jetzt Ortseinfahrt ist, durch Baumaßnahmen und erneute Umsiedlungen der dortigen Bevölkerung in die Heinrich Wieland-Straße nach Frei-Weinheim, das Negativimage zu verbessern. Das „Oerebrigger Brinnelche“ gibt es heute noch, gerade 2004 in Eigenleistung restauriert.